# Canon de marine de 4 pouces QF Mk V
Le canon de marine de 4 pouces QF Mk V est un canon naval monté sur les destroyers et les croiseurs de la Royal Navy durant la Première Guerre mondiale. Plus tard durant le conflit, ce canon est adapté en canon antiaérien et il devient le principal moyen de lutte antiaérienne à longue portée des navires britanniques jusqu'à la fin des années 1930. Ces derniers sont même réutilisés comme artillerie principale de destroyers durant la Seconde Guerre mondiale.